# يعار (غيزانية)
يعار (بالفارسية: یعار) هي قرية تقع في إيران في قسم غيزانية الريفي. يقدر عدد سكانها بـ 76 نسمة بحسب إحصاء 2016.